# Khnoumhotep Ier
Pour les articles homonymes, voir Khnoumhotep.
Khnoumhotep Ier (ẖnmw-ḥtp, « Khnoum est heureux » ) est un nomarque égyptien du nome de l'Oryx (le 16e nome de Haute-Égypte) sous le règne du roi Amenemhat Ier de la XIIe dynastie, Moyen Empire (début du XXe siècle avant notre ère).

## Tombeau
Sa tombe (n° 14) à Beni Hassan consiste en une unique chapelle d'offrande taillée dans la roche à deux colonnes. Les colonnes ont disparu maintenant. Les murs de la chapelle sont peints bien que les peintures soient aujourd'hui fortement fanées. Dans la chapelle, il y a deux puits menant aux chambres funéraires, un seul d'entre eux a été terminé. Le mur ouest de la chapelle des offrandes, au sud de l'entrée, montre une longue inscription biographique qui est un document historique important. Sous l'inscription Khnoumhotep est montré sur un bateau chassant dans les marais. Au nord de l'entrée sur le même mur se trouve une fausse porte et la famille de Khnoumhotep est représentée. La scène avec les membres de la famille est très abîmée au point que les noms ne sont pas tous préservés. Le mur nord montre Khnoumhotep et sa femme Satipy debout devant une table d'offrandes. Devant eux, dans cinq registres, se trouvent des ouvriers à différentes tâches. Dans le registre supérieur, une chasse au désert est affichée. Sur le même mur, Khoumhotep est à nouveau montré en train de regarder des hommes travaillant dans les marais. Le mur est est entièrement consacré aux scènes de bataille. Il est montré un siège d'une forteresse ou d'une ville. Il y a des combattants et des lutteurs. Le mur sud n'est pas bien conservé et montre une fois Khnoumhotep assis et regardant les gens et le travail ainsi que des musiciens jouant de la musique pour lui. Une seconde fois, il se tient debout et regarde les paysans travailler dans les marais.

## Biographie

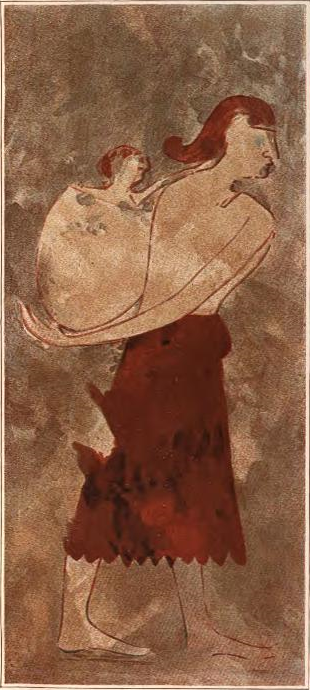
Une femme libyenne ou koushite avec son bébé, représentée dans la tombe de Khnoumhotep Ier

Khnoumhotep est le plus ancien membre connu d'une puissante famille de nomarques et de fonctionnaires, logée à Men'at Khufu, qui a duré la majeure partie de la XIIe dynastie ; beaucoup de descendants de Khnoumhotep portent son nom, le plus notable d'entre eux étant son petit-fils Khnoumhotep II, bien connu pour les remarquables décorations de sa tombe. Certaines informations biographiques sur Khnoumhotep proviennent de sa tombe à Beni Hassan (BH14) ainsi que de celle de son petit-fils Khnoumhotep II (BH3).
La mère de Khnoumhotep II est une dame appelée Baqet tandis que le nom de son père est inconnu. Sa famille a apparemment remplacé une famille antérieure de nomarques qui étaient actifs à Men'at Khufu pendant la deuxième partie de la XIe dynastie, dont les membres étaient généralement appelés Khety ou Baqet (un membre important de cette famille était Baqet III),.
D'après les inscriptions dans la tombe de Khnoumhotep, on sait qu'au début de sa carrière, il accompagna Amenemhat Ier dans une expédition militaire visant à expulser un ennemi d'Égypte. Le nom de cet ennemi est volontairement omis afin d'empêcher son « immortalité » involontaire, mais il était sans aucun doute l'un des rivaux d'Amenemhat pour la couronne, peut-être Segerseni. En fin de compte, Amenemhat est sorti vainqueur des « Nubiens et Asiatiques » et Khnoumhotep a été récompensé pour sa loyauté avec le titre de Men'at Khufu,. Khnoumhotep reçoit plus tard d'autres titres tels que « grand seigneur du nome d'Oryx », « prince héréditaire et comte », « porteur du sceau royal », « seul compagnon », et était également responsable d'un bureau important à Nekhen.
Il a épousé une femme nommée Satipy qui était sa principale épouse. Les autres épouses étaient Herit et Heryib. D'une quatrième épouse, le nom n'est pas conservé. Après la mort de Khounmhotep, ses titres sont passés à son fils Nakht, puis à un homme apparemment indépendant du nom d'Amenemhat et de nouveau à l'un de ses proches, Netjernakht. Khnoumhotep avait également une fille, Baqet, elle-même mère de Khnoumhotep II qui a hérité du titre de nomarque après Netjernakht,.